# Sabina Kauf
Sabina Helena Kauf (ur. w Krapkowicach) – polska ekonomistka, profesor nauk społecznych, specjalistka w zakresie logistyki i marketingu, Profesor zwyczajny, Dyrektor Instytutu Nauk o Zarządzaniu i Jakości, kierownik Katedry Logistyki i Marketingu na Wydziale Ekonomicznym Uniwersytetu Opolskiego.

## Życiorys
Do liceum uczęszczała w Gogolinie. Studia ekonomiczne ukończyła w 1994 w Wyższej Szkole Pedagogicznej w Opolu (obecnie Uniwersytet Opolski). Doktoryzowała się na Uniwersytecie Opolskim w 2000 na podstawie pracy pt. „Marketing i logistyka jako elementy rynkowo zorientowanego zarządzania przedsiębiorstwem”, której promotorem był prof. dr hab. Ingo Balderjahn z Uniwersytetu w Poczdamie. Habilitację uzyskała na Uniwersytecie Ekonomicznym we Wrocławiu w 2011 na podstawie oceny dorobku naukowego i rozprawy „Orientacja marketingowa i logistyczna w zarządzaniu regionem”. W dniu 21 września 2020 r. otrzymała tytuł naukowy profesora (tzw. profesurę belwederską).  
Jest kierownikiem Katedry Logistyki i Marketingu Wydziału Ekonomicznego Uniwersytetu Opolskiego. Pracuje także jako profesor nadzwyczajny w Katedrze Inżynierii Procesowej Wydziału Ekonomicznego Wyższej Szkoły Informatyki i Zarządzania w Rzeszowie. Jest członkiem Polskiej Komisji Akredytacyjnej
W pracy badawczej specjalizuje się m.in. w orientacji marketingowej i logistycznej w zarządzaniu regionami oraz logistyczno-marketingowym zarządzaniu przedsiębiorstwem.

## Wybrane publikacje
W dorobku publikacyjnym S. Kauf znajdują się m.in.:
- Badania rynkowe w sferze marketingu i logistyki, wyd. 2004, ISBN 8373950655
- Strategiczno-planistyczne aspekty integracji marketingu i logistyki, wyd. 2005, ISBN 83-88672-63-0
- Planistyczne aspekty zarządzania marketingowego, (wraz z A. Bruską), wyd. 2007, ISBN 978-83-7395-223-2
- Orientacja marketingowa i logistyczna w zarządzaniu regionem, (praca habilitacyjna), wyd. 2009, ISBN 978-83-7395-341-3
- Metody i techniki badań ankietowych na przykładzie zachowań komunikacyjnych opolan, (wraz z A. Tłuczak) wyd. 2013, ISBN 978-83-7395-555-4
- Logistyka miasta i regionu. Metody ilościowe w decyzjach przestrzennych, (wraz z A. Tłuczak) wyd. 2014, ISBN 978-83-7930-316-8
- ponadto artykuły publikowane w czasopismach krajowych i zagranicznych, m.in. w „Marketingu i Rynku”, „Handlu Wewnętrznym” oraz „Gospodarce Materiałowej i Logistyce”[3]